# Carl Pagenstecher
Carl Alexander Pagenstecher (13. januar 1824 i Nassau–15. juni 1865 i Elberfeld) var en tysk læge. Han var søn af Heinrich Carl Alexander Pagenstecher. 